# Boerhavia graminicola
Boerhavia graminicola är en underblomsväxtart som beskrevs av Jean Berhaut. Boerhavia graminicola ingår i släktet Boerhavia och familjen underblomsväxter. Inga underarter finns listade i Catalogue of Life.